# Uniform Memory Access
Uniform Memory Access (UMA) steht allgemein für eine Speicherarchitektur in Mehrprozessorsystemen. Dabei gibt es nur einen globalen Speicher, auf den von allen Prozessoren aus einheitlich zugegriffen werden kann – im Idealfall jeweils mit derselben Bandbreite und Latenzzeit, weshalb solch ein System auch Symmetrisches Multiprozessorsystem (SMP) genannt wird.
Das Konzept steht im Gegensatz zu Non-Uniform Memory Access (NUMA), bei dem die Zugriffszeit auf den Speicher vom Ort des Speichers abhängen.

## hUMA
Seit 2013 verwendet AMD die Bezeichnung hUMA (für heterogeneous Uniform Memory Access) in Bezug auf die Zusammenarbeit von CPU und GPU bei Berechnungsaufgaben, welche dabei denselben Systemspeicher durch Cache-Kohärenz nutzen können. Vorteilhaft sollen sich ein einfacheres Programmiermodell und weniger Datenkopieren zwischen separaten Speicherbereichen auswirken.

## Abgrenzung
Die in Notebooks beliebte Shared-Memory-Grafik wird als Unified Memory Architecture bezeichnet. Dabei geht es jedoch um einen aus Platz- oder Kostengründen zusammengelegten Speicher und – im Gegensatz zum Uniform Memory Access – nicht um die gemeinsame Nutzung von Speicherinhalten.